# National Football League 2019
La stagione NFL 2019 è stata la 100ª stagione sportiva della National Football League, la massima lega professionistica statunitense di football americano. La stagione è iniziata il 5 settembre 2019 e si è conclusa con il Super Bowl LIV, che si è disputato il 2 febbraio 2020 all'Hard Rock Stadium di Miami, Florida ed ha visto i Kansas City Chiefs giungere al loro secondo titolo dopo aver battuto 31-20 i San Francisco 49ers.

Il logo del centenario della National Football League

## Transazioni di mercato

### Free agency
Il periodo di free agency iniziò il 13 marzo. Tra i giocatori degni di nota che cambiarono squadra vi furono:
- Quarterback: Blake Bortles (da Jacksonville a Los Angeles Rams), Ryan Fitzpatrick (da Tampa Bay a Miami), Nick Foles (da Philadelphia a Jacksonville);
- Running back: C.J. Anderson (da L.A. Rams a Detroit), Le'Veon Bell (da Pittsburgh a New York Jets), Tevin Coleman (da Atlanta a San Francisco), Frank Gore (da Miami a Buffalo), Kareem Hunt (da Kansas City a Cleveland), Mark Ingram (da New Orleans a Baltimore);
- Wide receiver: Danny Amendola (da Miami a Detroit), Cole Beasley (da Dallas a Buffalo), John Brown (da Baltimore a Buffalo), Randall Cobb (da Green Bay a Dallas), Cordarrelle Patterson (da New England a Chicago), Andre Roberts (da New York Jets a Buffalo), Golden Tate (da Philadelphia a New York Giants), Demaryius Thomas (da Houston a New England);
- Tight end: Charles Clay (da Buffalo ad Arizona), Jesse James (da Pittsburgh a Detroit);
- Offensive linemen: Jamon Brown (da N.Y. Giants ad Atlanta), Trent Brown (da New England ad Oakland), Ja'Wuan James (da Miami a Denver), Mitch Morse (da Kansas City a Buffalo), Rodger Saffold (da L.A. Rams a Tennessee);
- Defensive linemen: Trey Flowers (da New England a Detroit), Malik Jackson (da Jacksonville a Philadelphia), Gerald McCoy (da Tampa Bay a Carolina), Sheldon Richardson (da Minnesota a Cleveland), Cameron Wake (da Miami a Tennessee);
- Linebacker: Kwon Alexander (da Tampa Bay a San Francisco), Vontaze Burfict (da Cincinnati Bengals ad Oakland), Thomas Davis (da Carolina a Los Angeles Chargers), Jordan Hicks (da Philadelphia ad Arizona), Justin Houston (da Kansas City ad Indianapolis), Clay Matthews (da Green Bay a L.A. Rams), C.J. Mosley (da Baltimore a N.Y. Jets), Preston Smith (da Washington a Green Bay), Za'Darius Smith (da Baltimore a Green Bay), Terrell Suggs (da Baltimore ad Arizona);
- Defensive back: Adrian Amos (da Chicago a Green Bay), Ha Ha Clinton-Dix (da Washington a Chicago), Landon Collins (da N.Y. Giants a Washington), Lamarcus Joyner (da L.A. Rams ad Oakland), Tyrann Mathieu (da Houston a Kansas City), Earl Thomas (da Seattle a Baltimore), Eric Weddle (da Baltimore a L.A. Rams);
- Punter: Bradley Pinion (da San Francisco a Tampa Bay);
- Kicker: Jason Myers (da N.Y. Jets a Seattle).

### Scambi
- Il 13 marzo, i Baltimore Ravens scambiarono il quarterback Joe Flacco con i Denver Broncos per la scelta del quarto giro del Draft 2019.
- Il 13 marzo, i Denver Broncos scambiarono il quarterback Case Keenum e una scelta del settimo giro del Draft 2020 con i Washington Redskins per la scelta del sesto giro del Draft 2020.
- Il 13 marzo, i New York Giants scambiarono il wide receiver Odell Beckham e il defensive end Olivier Vernon con i Cleveland Browns per la guard Kevin Zeitler, la safety Jabrill Peppers, la scelta del primo e sesto giro del Draft 2019.
- Il 13 marzo, i Pittsburgh Steelers scambiarono l'offensive tackle Marcus Gilbert con gli Arizona Cardinals per la scelta del sesto giro del Draft 2019.
- Il 13 marzo, i Philadelphia Eagles scambiarono il defensive end Michael Bennett e una scelta del settimo giro del Draft 2020 con i New England Patriots per la scelta del quinto giro del Draft 2020.
- Il 13 marzo, i Pittsburgh Steelers scambiarono il wide receiver Antonio Brown con gli Oakland Raiders per la scelta del terzo e quinto giro del Draft 2019.
- Il 13 marzo, gli Oakland Raiders scambiarono la guard Kelechi Osemele e la sesta scelta del Draft 2019 con i New York Jets per la scelta del quinto giro del Draft 2019.
- Il 13 marzo, i Tampa Bay Buccaneers scambiarono il wide receiver DeSean Jackson e la scelta del settimo giro del Draft 2020 con i Philadelphia Eagles per la scelta del sesto giro del Draft 2019.
- Il 13 marzo, i Kansas City Chiefs scambiarono il defensive end Dee Ford con i San Francisco 49ers per la scelta del secondo turno del Draft 2020.
- Il 15 marzo, i Miami Dolphins scambiarono il quarterback Ryan Tannehill e la scelta del sesto giro del Draft 2020 con i Tennessee Titans per la scelta del settimo giro del Draft 2019 e del quarto giro del Draft 2020.
- Il 28 marzo, i Miami Dolphins scambiarono il defensive end Robert Quinn con i Dallas Cowboys per la scelta del sesto giro del Draft 2020.
- Il 28 marzo, i Chicago Bears scambiarono il running back Jordan Howard con i Philadelphia Eagles per la scelta del sesto giro del Draft 2020.
- Il 1º aprile, i Cleveland Browns scambiarono il defensive end Emmanuel Ogbah con i Kansas City Chiefs per la safety Eric Murray.
- Il 23 aprile, i Seattle Seahawks scambiarono il defensive end Frank Clark e la scelta del terzo giro del Draft 2019 con i Kansas City Chiefs per la scelta del primo e del terzo giro del Draft 2019 e la seconda scelta del Draft 2020.
- Il 26 aprile, gli Arizona Cardinals scambiarono il quarterback Josh Rosen e una scelta del quinto giro del Draft 2020 con i Miami Dolphins per la scelta del secondo giro del Draft 2019.
- Il 27 aprile, i San Francisco 49ers scambiarono il linebacker Dekoda Watson e la scelta del sesto giro del Draft 2019 con i Denver Broncos in cambio della scelta del quinto giro del Draft 2019.
- Il 27 aprile, gli Indianapolis Colts scambiarono il defensive tackle Hassan Ridgeway con i Philadelphia Eagles in cambio della scelta del settimo giro del Draft 2019.
- Il 29 aprile, i New England Patriots scambiarono il tight end Jacob Hollister con i Seattle Seahawks in cambio della scelta del settimo giro del Draft 2020.
- Il 6 maggio, gli Oakland Raiders scambiarono il kicker Eddy Pineiro con i Chicago Bears per la scelta del settimo giro del Draft 2021.
- Il 15 maggio, i New York Jets scambiarono il linebacker Darron Lee con i Kansas City Chiefs per la scelta del sesto giro del Draft 2020.
- L'8 agosto, i Cleveland Browns scambiarono il running back Duke Johnson con gli Houston Texans per la scelta del quarto giro del Draft 2020, che diventerà una scelta del terzo giro se Johnson resterà nell'active roster per almeno dieci partite nel 2019.
- Il 1º settembre, gli Houston Texans scambiarono il defensive end Jadeveon Clowney con i Seattle Seahawks per una scelta del terzo giro del Draft 2020, i defensive end Jacob Martin e Barkevious Mingo.
- Il 9 settembre, i Pittsburgh Steelers scambiarono il quarterback Joshua Dobbs con i Jacksonville Jaguars in cambio di una scelta del quinto giro del Draft 2020.
- Il 16 settembre, i Miami Dolphins scambiarono il defensive back Minkah Fitzpatrick, la scelta del quinto giro del Draft 2020 e del sesto giro del Draft 2021 con i Pittsburgh Steelers per le scelte del primo e quinto giro del Draft 2020 e la scelta del sesto giro del Draft 2021.
- Il 18 settembre, i Green Bay Packers scambiarono il wide receiver Trevor Davis con gli Oakland Raiders in cambio di una scelta del sesto giro del Draft 2020.
- Il 24 settembre, i Seattle Seahawks scambiarono il tight end Nick Vannett con i Pittsburgh Steelers in cambio di una scelta del quinto giro del Draft 2020.
- Il 30 settembre, i Philadelphia Eagles scambiarono la safety Johnathan Cyprien e la scelta del quarto giro del Draft 2020 con gli Atlanta Falcons in cambio del linebacker Duke Riley e di una scelta del sesto giro del Draft 2020.
- Il 7 ottobre, i Buffalo Bills scambiarono il wide receiver Zay Jones con gli Oakland Raiders in cambio di una scelta del sesto giro del Draft 2021.
- Il 15 ottobre, i Los Angeles Rams scambiarono il cornerback Marcus Peters con i Baltimore Ravens, in cambio del linebacker Kenny Young e di una scelta del quinto giro del Draft 2020.
- Il 15 ottobre, i Los Angeles Rams scambiarono la scelta del primo giro del Draft 2020 e le scelte del primo e quarto giro del Draft 2021 con i Jacksonville Jaguars in cambio del cornerback Jalen Ramsey.
- Il 21 ottobre, gli Oakland Raiders scambiarono il cornerback Gareon Conley con gli Houston Texans in cambio di una scelta del terzo giro del Draft 2020.
- Il 22 ottobre, i New England Patriots scambiarono una scelta del secondo giro del Draft 2020 con gli Atlanta Falcons in cambio del wide receiver Mohamed Sanu.
- Il 22 ottobre, i Denver Broncos scambiarono il wide receiver Emmanuel Sanders e una scelta del quinto giro del Draft 2020 con i San Francisco 49ers in cambio di una scelta del terzo e quarto giro del Draft 2020.
- Il 22 ottobre, i Detroit Lions scambiarono la safety Quandre Diggs con i Seattle Seahawks in cambio di una scelta del quinto giro del Draft 2020.
- Il 24 ottobre, i New England Patriots scambiarono il defensive end Michael Bennett con i Dallas Cowboys in cambio di una scelta del settimo giro del Draft 2021.
- Il 28 ottobre, i Miami Dolphins scambiarono il running back Kenyan Drake con gli Arizona Cardinals in cambio di una scelta del sesto giro del Draft 2020.
- Il 28 ottobre, i New York Jets scambiarono il defensive end Leonard Williams con i New York Giants in cambio di una scelta del terzo giro del Draft 2020 e del quinto giro del Draft 2021.
- Il 28 ottobre, i Cleveland Browns scambiarono il defensive end Genard Avery con i Philadelphia Eagles in cambio di una scelta del quarto giro del Draft 2021.
- Il 29 ottobre, i Los Angeles Rams scambiarono il cornerback Aqib Talib e una scelta del quinto giro del Draft 2020 con i Miami Dolphins in cambio di una scelta del settimo giro del Draft 2020.

### Ritiri degni di nota
- NaVorro Bowman
- Jamaal Charles
- Derrick Johnson
- Rob Gronkowski
- Andrew Luck
- Marshawn Lynch
- Derek Anderson
- Doug Baldwin
- Clint Boling
- Rafel Bush
- Chandler Catanzaro

- Vontae Davis
- Phil Dawson
- Sebastian Janikowski
- Adam Jones
- T.J. Lang
- Shane Lechler
- Andy Levitre
- Chris Long
- Jeremy Maclin
- EJ Manuel
- Rishard Matthews

- Zach Miller
- Derrick Morgan
- Haloti Ngata
- Jordy Nelson
- Brian Orakpo
- Brock Osweiler
- Niles Paul
- Julius Peppers
- Glover Quin
- Brian Robinson
- Mark Sanchez

- Matt Slauson
- Josh Sitton
- Torrey Smith
- Jonathan Stewart
- Travis Swanson
- Max Unger
- Jared Veldheer
- Kyle Williams
- Paul Worrilow

### Draft

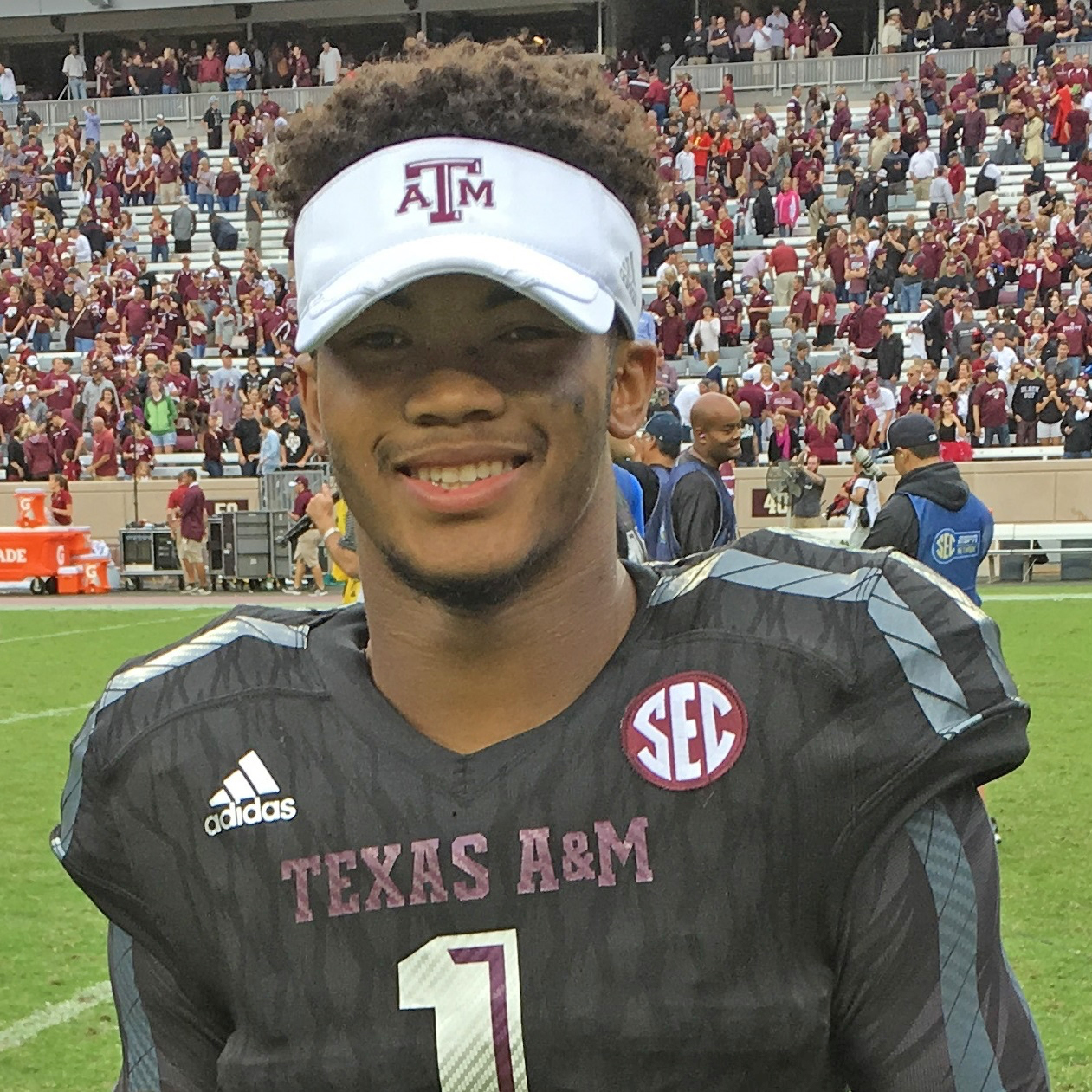
La prima scelta assoluta del draft 2019 Kyler Murray

Il Draft NFL 2019 venne svolto dal 25 al 27 aprile a Nashville, Tennessee. La prima scelta assoluta era in possesso degli Arizona Cardinals che selezionarono il quarterback da Oklahoma Kyler Murray.

## Celebrazioni del centenario NFL
Come annunciato il 19 ottobre 2018, la NFL ha commemorato il proprio centenario attraverso una serie di iniziative.
I Chicago Bears (che contribuirono, sotto il nome di Decatur Staleys, alla fondazione della lega, assieme ad altre 13 franchigie), annunciarono il 7 giugno la versione rétro della propria divisa, che avrebbero indossato in due partite casalinghe durante la stagione, così come i Miami Dolphins (i quali, invece, avrebbero indossato tale uniforme soltanto per una gara). Inoltre sul colletto delle divise di 31 franchigie comparve il logo del centenario (ad eccezione dei Bears, che indossarono un logo speciale, simile a quest'ultimo, per poter celebrare anche il proprio centenario).
La NFL ha stilato tramite una commissione di addetti ai lavori, allenatori ed ex giocatori la formazione ideale del suo centesimo anniversario.
La lega ha inoltre inserito in calendario una partita ogni settimana, in maniera tale da commemorare i momenti e le rivalità più importanti nella storia della NFL:
| Settimana | Partita               | Significato                                                             | Risultato | Risultato | Risultato | Risultato |
| --------- | --------------------- | ----------------------------------------------------------------------- | --------- | --------- | --------- | --------- |
| 1         | Bears vs. Packers     | la più lunga rivalità nella lega                                        | Bears     | 3         | 10        | Packers   |
| 2         | Jets vs. Browns       | primo Monday Night Football                                             | Jets      | 3         | 23        | Browns    |
| 3         | Cowboys vs. Dolphins  | Super Bowl VI                                                           | Cowboys   | 31        | 6         | Dolphins  |
| 4         | Dolphins vs. Chargers | The Epic in Miami                                                       | Dolphins  | 10        | 30        | Chargers  |
| 5         | Titans vs. Bills      | Music City Miracle                                                      | Titans    | 7         | 14        | Bills     |
| 6         | Patriots vs. Giants   | Super Bowl XLII e XLVI                                                  | Patriots  | 35        | 14        | Giants    |
| 7         | Packers vs. Raiders   | Super Bowl II                                                           | Packers   | 42        | 24        | Raiders   |
| 8         | Chiefs vs. Packers    | Super Bowl I                                                            | Chiefs    | 24        | 31        | Packers   |
| 9         | Chiefs vs. Vikings    | Super Bowl IV                                                           | Chiefs    | 26        | 23        | Vikings   |
| 10        | Saints vs. Falcons    | prima gara al Mercedes-Benz Superdome dei Saints dopo l'Uragano Katrina | Saints    | 9         | 26        | Falcons   |
| 11        | Eagles vs. Patriots   | Super Bowl XXXIX e LII                                                  | Eagles    | 10        | 17        | Patriots  |
| 12        | Jets vs. Raiders      | Heidi Game                                                              | Jets      | 34        | 3         | Raiders   |
| 13        | Ravens vs. 49ers      | Super Bowl XLVII (The Harbaugh Bowl)                                    | Ravens    | 20        | 17        | 49ers     |
| 14        | Browns vs. Bengals    | la Battaglia dell'Ohio (stato di fondazione della lega)                 | Browns    | 27        | 19        | Bengals   |
| 15        | Saints vs. Colts      | Super Bowl XLIV                                                         | Saints    | 34        | 7         | Colts     |
| 16        | Chargers vs. Raiders  | The Holy Roller                                                         | Chargers  | 17        | 24        | Raiders   |

## Stagione regolare
La stagione è iniziata il 5 settembre 2019 con l'incontro tra i Chicago Bears e i Green Bay Packers al Soldier Field di Chicago. Gli accoppiamenti intraconference e interconference sono stati i seguenti:
Intraconference
- AFC East vs. AFC North
- AFC West vs. AFC South
- NFC East vs. NFC North
- NFC West vs. NFC South

Interconference
- AFC East vs. NFC East
- AFC North vs. NFC West
- AFC South vs. NFC South
- AFC West vs. NFC North

### Risultati stagione regolare
- La qualificazione ai play-off è indicata in verde (tra parentesi è indicato il seed).

| AFC East                 |    |    |   |     |     |     |
| Squadra                  | V  | S  | P | PCT | PF  | PS  |
| (3) New England Patriots | 12 | 4  | 0 | 750 | 420 | 225 |
| (5) Buffalo Bills        | 10 | 6  | 0 | 625 | 314 | 259 |
| New York Jets            | 7  | 9  | 0 | 438 | 276 | 359 |
| Miami Dolphins           | 5  | 11 | 0 | 313 | 306 | 494 |

| NFC East                |   |    |   |     |     |     |
| Squadra                 | V | S  | P | PCT | PF  | PS  |
| (4) Philadelphia Eagles | 9 | 7  | 0 | 563 | 385 | 354 |
| Dallas Cowboys          | 8 | 8  | 0 | 500 | 434 | 321 |
| New York Giants         | 4 | 12 | 0 | 250 | 341 | 451 |
| Washington Redskins     | 3 | 13 | 0 | 188 | 266 | 435 |

| AFC North            |    |    |   |     |     |     |
| Squadra              | V  | S  | P | PCT | PF  | PS  |
| (1) Baltimore Ravens | 14 | 2  | 0 | 875 | 531 | 282 |
| Pittsburgh Steelers  | 8  | 8  | 0 | 500 | 289 | 303 |
| Cleveland Browns     | 6  | 10 | 0 | 375 | 335 | 393 |
| Cincinnati Bengals   | 2  | 14 | 0 | 125 | 279 | 420 |

| NFC North             |    |    |   |     |     |     |
| Squadra               | V  | S  | P | PCT | PF  | PS  |
| (2) Green Bay Packers | 13 | 3  | 0 | 813 | 376 | 313 |
| (6) Minnesota Vikings | 10 | 6  | 0 | 625 | 407 | 303 |
| Chicago Bears         | 8  | 8  | 0 | 500 | 280 | 298 |
| Detroit Lions         | 3  | 12 | 1 | 219 | 341 | 423 |

| AFC South            |    |    |   |     |     |     |
| Squadra              | V  | S  | P | PCT | PF  | PS  |
| (4) Houston Texans   | 10 | 6  | 0 | 625 | 378 | 385 |
| (6) Tennessee Titans | 9  | 7  | 0 | 563 | 402 | 331 |
| Indianapolis Colts   | 7  | 9  | 0 | 438 | 361 | 373 |
| Jacksonville Jaguars | 6  | 10 | 0 | 375 | 300 | 397 |

| NFC South              |    |    |   |     |     |     |
| Squadra                | V  | S  | P | PCT | PF  | PS  |
| (3) New Orleans Saints | 13 | 3  | 0 | 813 | 458 | 341 |
| Atlanta Falcons        | 7  | 9  | 0 | 438 | 381 | 399 |
| Tampa Bay Buccaneers   | 7  | 9  | 0 | 438 | 458 | 449 |
| Carolina Panthers      | 5  | 11 | 0 | 313 | 340 | 470 |

| AFC West               |    |    |   |     |     |     |
| Squadra                | V  | S  | P | PCT | PF  | PS  |
| (2) Kansas City Chiefs | 12 | 4  | 0 | 750 | 451 | 308 |
| Denver Broncos         | 7  | 9  | 0 | 438 | 282 | 316 |
| Oakland Raiders        | 7  | 9  | 0 | 438 | 313 | 419 |
| Los Angeles Chargers   | 5  | 11 | 0 | 313 | 337 | 345 |

| NFC West                |    |    |   |     |     |     |
| Squadra                 | V  | S  | P | PCT | PF  | PS  |
| (1) San Francisco 49ers | 13 | 3  | 0 | 813 | 479 | 310 |
| (5) Seattle Seahawks    | 11 | 5  | 0 | 688 | 405 | 398 |
| Los Angeles Rams        | 9  | 7  | 0 | 563 | 394 | 364 |
| Arizona Cardinals       | 5  | 10 | 1 | 344 | 361 | 442 |

spareggi
1. ↑  I Packers hanno ottenuto il seed 2 sui Saints in base al in base al miglior record di vittorie di conference (10-2 contro 9-3).
2. ↑  I Bears hanno finito davanti ai Cowboys in base alla vittoria nello scontro diretto.
3. ↑  I Colts hanno finito davanti ai Jets in base al miglior record di vittorie di conference (5-7 contro 4-8).
4. ↑  I Jaguars hanno finito davanti ai Browns in base alle vittorie con gli stessi avversari (4-1 contro 2-3).
5. ↑  I Falcons hanno finito davanti ai Buccaneers in base al miglior risultato nella division (4-2 contro 2-4).
6. ↑  I Chiefs hanno ottenuto il seed 2 sui Patriots in base alla vittoria nello scontro diretto.
7. ↑  I Broncos hanno finito davanti ai Raiders, ai Colts e ai Jets in base al miglior record di vittorie di conference (6-6 contro rispettivamente 5-7 per i Raiders e i Colts e 4-8 per i Jets).
8. ↑  I Raiders hanno finito davanti ai Colts e ai Jets rispettivamente in base alla vittoria nello scontro diretto e al miglior record di vittorie di conference (5-7 contro 4-8).
9. ↑  I Chargers hanno finito davanti ai Dolphins in base alla vittoria nello scontro diretto.
10. ↑  I 49ers hanno ottenuto il seed 1 sui Packers e sui Saints in base alle vittorie negli scontri diretti.

## Play-off
I play-off sono incominciati il 4 gennaio 2020 con il Wild Card Round. Si sono quindi disputati i Divisional Playoff l'11 e il 12 gennaio e i Conference Championship il 19 gennaio. Il Super Bowl LIV si è disputato il 2 febbraio 2020 all'Hard Rock Stadium di Miami, Florida.

### Seeding
| Seed | American Football Conference              | National Football Conference             |
| ---- | ----------------------------------------- | ---------------------------------------- |
| 1    | Baltimore Ravens (vincitori AFC North)    | San Francisco 49ers (vincitori NFC West) |
| 2    | Kansas City Chiefs (vincitori AFC West)   | Green Bay Packers (vincitori NFC North)  |
| 3    | New England Patriots (vincitori AFC East) | New Orleans Saints (vincitori NFC South) |
| 4    | Houston Texans (vincitori AFC South)      | Philadelphia Eagles (vincitori NFC East) |
| 5    | Buffalo Bills (Wild Card)                 | Seattle Seahawks (Wild Card)             |
| 6    | Tennessee Titans (Wild Card)              | Minnesota Vikings (Wild Card)            |

### Incontri
| Wild Card Game | Wild Card Game                      | Wild Card Game                      | Wild Card Game                      |    |               | Divisional Play-off        | Divisional Play-off            | Divisional Play-off        |                                |                                | Conference Championship        | Conference Championship | Conference Championship |  |  | Super Bowl LIV | Super Bowl LIV | Super Bowl LIV | Super Bowl LIV | Super Bowl LIV |
|                |                                     |                                     |                                     |    |               |                            |                                |                            |                                |                                |                                |                         |                         |  |  |                |                |                |                |                |
|                | 5 gennaio - Lincoln Financial Field | 5 gennaio - Lincoln Financial Field | 5 gennaio - Lincoln Financial Field |    |               | 12 gennaio - Lambeau Field | 12 gennaio - Lambeau Field     | 12 gennaio - Lambeau Field |                                |                                |                                |                         |                         |  |  |                |                |                |                |                |
|                | 5 gennaio - Lincoln Financial Field | 5 gennaio - Lincoln Financial Field | 5 gennaio - Lincoln Financial Field |    |               | 12 gennaio - Lambeau Field | 12 gennaio - Lambeau Field     | 12 gennaio - Lambeau Field |                                |                                |                                |                         |                         |  |  |                |                |                |                |                |
|                | 5 gennaio - Lincoln Financial Field | 5 gennaio - Lincoln Financial Field | 5 gennaio - Lincoln Financial Field |    |               | 12 gennaio - Lambeau Field | 12 gennaio - Lambeau Field     | 12 gennaio - Lambeau Field |                                |                                |                                |                         |                         |  |  |                |                |                |                |                |
|                | 5 gennaio - Lincoln Financial Field | 5 gennaio - Lincoln Financial Field | 5 gennaio - Lincoln Financial Field |    |               | 12 gennaio - Lambeau Field | 12 gennaio - Lambeau Field     | 12 gennaio - Lambeau Field |                                |                                |                                |                         |                         |  |  |                |                |                |                |                |
|                | 5                                   | Seattle                             | 17                                  |    |               | 12 gennaio - Lambeau Field | 12 gennaio - Lambeau Field     | 12 gennaio - Lambeau Field |                                |                                |                                |                         |                         |  |  |                |                |                |                |                |
|                | 5                                   | Seattle                             | 17                                  | 5  | Seattle       | 23                         |                                |                            |                                |                                |                                |                         |                         |  |  |                |                |                |                |                |
|                | 4                                   | Philadelphia                        | 9                                   | 5  | Seattle       | 23                         |                                |                            | 19 gennaio - Levi's Stadium    | 19 gennaio - Levi's Stadium    | 19 gennaio - Levi's Stadium    |                         |                         |  |  |                |                |                |                |                |
|                | 4                                   | Philadelphia                        | 9                                   | 2  | Green Bay     | 28                         |                                |                            | 19 gennaio - Levi's Stadium    | 19 gennaio - Levi's Stadium    | 19 gennaio - Levi's Stadium    |                         |                         |  |  |                |                |                |                |                |
|                |                                     |                                     |                                     | 2  | Green Bay     | 28                         |                                |                            | 19 gennaio - Levi's Stadium    | 19 gennaio - Levi's Stadium    | 19 gennaio - Levi's Stadium    |                         |                         |  |  |                |                |                |                |                |
|                |                                     |                                     |                                     |    |               |                            |                                |                            | 19 gennaio - Levi's Stadium    | 19 gennaio - Levi's Stadium    | 19 gennaio - Levi's Stadium    |                         |                         |  |  |                |                |                |                |                |
|                | 5 gennaio - Mercedes-Benz Superdome | 5 gennaio - Mercedes-Benz Superdome | 5 gennaio - Mercedes-Benz Superdome | 2  | Green Bay     | 20                         |                                |                            |                                |                                |                                |                         |                         |  |  |                |                |                |                |                |
|                | 5 gennaio - Mercedes-Benz Superdome | 5 gennaio - Mercedes-Benz Superdome | 5 gennaio - Mercedes-Benz Superdome | 2  | Green Bay     | 20                         | 11 gennaio - Levi's Stadium    |                            |                                |                                |                                |                         |                         |  |  |                |                |                |                |                |
|                | 5 gennaio - Mercedes-Benz Superdome | 5 gennaio - Mercedes-Benz Superdome | 5 gennaio - Mercedes-Benz Superdome |    | 1             | San Francisco              | 37                             |                            |                                |                                |                                |                         |                         |  |  |                |                |                |                |                |
|                | 5 gennaio - Mercedes-Benz Superdome | 5 gennaio - Mercedes-Benz Superdome | 5 gennaio - Mercedes-Benz Superdome |    | 1             | San Francisco              | 37                             |                            |                                |                                |                                |                         |                         |  |  |                |                |                |                |                |
|                | 6                                   | Minnesota                           | 26                                  |    |               |                            |                                |                            |                                |                                |                                |                         |                         |  |  |                |                |                |                |                |
|                | 6                                   | Minnesota                           | 26                                  | 6  | Minnesota     | 10                         |                                |                            |                                |                                |                                |                         |                         |  |  |                |                |                |                |                |
|                | 3                                   | New Orleans                         | 20                                  | 6  | Minnesota     | 10                         |                                |                            | 2 febbraio - Hard Rock Stadium | 2 febbraio - Hard Rock Stadium | 2 febbraio - Hard Rock Stadium |                         |                         |  |  |                |                |                |                |                |
|                | 3                                   | New Orleans                         | 20                                  | 1  | San Francisco | 27                         |                                |                            | 2 febbraio - Hard Rock Stadium | 2 febbraio - Hard Rock Stadium | 2 febbraio - Hard Rock Stadium |                         |                         |  |  |                |                |                |                |                |
|                |                                     |                                     |                                     | 1  | San Francisco | 27                         |                                |                            |                                | 2 febbraio - Hard Rock Stadium | 2 febbraio - Hard Rock Stadium |                         |                         |  |  |                |                |                |                |                |
|                |                                     |                                     |                                     |    |               |                            |                                |                            |                                | 2 febbraio - Hard Rock Stadium | 2 febbraio - Hard Rock Stadium |                         |                         |  |  |                |                |                |                |                |
|                | 4 gennaio - NRG Stadium             | 4 gennaio - NRG Stadium             | 4 gennaio - NRG Stadium             | N1 | San Francisco | 20                         |                                |                            |                                |                                |                                |                         |                         |  |  |                |                |                |                |                |
|                | 4 gennaio - NRG Stadium             | 4 gennaio - NRG Stadium             | 4 gennaio - NRG Stadium             | N1 | San Francisco | 20                         | 12 gennaio - Arrowhead Stadium |                            |                                |                                |                                |                         |                         |  |  |                |                |                |                |                |
|                | 4 gennaio - NRG Stadium             | 4 gennaio - NRG Stadium             | 4 gennaio - NRG Stadium             |    | A2            | Kansas City                | 31                             |                            |                                |                                |                                |                         |                         |  |  |                |                |                |                |                |
|                | 4 gennaio - NRG Stadium             | 4 gennaio - NRG Stadium             | 4 gennaio - NRG Stadium             |    | A2            | Kansas City                | 31                             |                            |                                |                                |                                |                         |                         |  |  |                |                |                |                |                |
|                | 5                                   | Buffalo                             | 19                                  |    |               |                            |                                |                            |                                |                                |                                |                         |                         |  |  |                |                |                |                |                |
|                | 5                                   | Buffalo                             | 19                                  | 4  | Houston       | 31                         |                                |                            |                                |                                |                                |                         |                         |  |  |                |                |                |                |                |
|                | 4                                   | Houston                             | 22                                  | 4  | Houston       | 31                         |                                |                            | 19 gennaio - Arrowhead Stadium | 19 gennaio - Arrowhead Stadium | 19 gennaio - Arrowhead Stadium |                         |                         |  |  |                |                |                |                |                |
|                | 4                                   | Houston                             | 22                                  | 2  | Kansas City   | 51                         |                                |                            | 19 gennaio - Arrowhead Stadium | 19 gennaio - Arrowhead Stadium | 19 gennaio - Arrowhead Stadium |                         |                         |  |  |                |                |                |                |                |
|                |                                     |                                     |                                     | 2  | Kansas City   | 51                         |                                |                            | 19 gennaio - Arrowhead Stadium | 19 gennaio - Arrowhead Stadium | 19 gennaio - Arrowhead Stadium |                         |                         |  |  |                |                |                |                |                |
|                |                                     |                                     |                                     |    |               |                            |                                |                            | 19 gennaio - Arrowhead Stadium | 19 gennaio - Arrowhead Stadium | 19 gennaio - Arrowhead Stadium |                         |                         |  |  |                |                |                |                |                |
|                | 4 gennaio - Gillette Stadium        | 4 gennaio - Gillette Stadium        | 4 gennaio - Gillette Stadium        | 6  | Tennessee     | 24                         |                                |                            |                                |                                |                                |                         |                         |  |  |                |                |                |                |                |
|                | 4 gennaio - Gillette Stadium        | 4 gennaio - Gillette Stadium        | 4 gennaio - Gillette Stadium        | 6  | Tennessee     | 24                         | 11 gennaio - M&T Bank Stadium  |                            |                                |                                |                                |                         |                         |  |  |                |                |                |                |                |
|                | 4 gennaio - Gillette Stadium        | 4 gennaio - Gillette Stadium        | 4 gennaio - Gillette Stadium        |    | 2             | Kansas City                | 35                             |                            |                                |                                |                                |                         |                         |  |  |                |                |                |                |                |
|                | 4 gennaio - Gillette Stadium        | 4 gennaio - Gillette Stadium        | 4 gennaio - Gillette Stadium        |    | 2             | Kansas City                | 35                             |                            |                                |                                |                                |                         |                         |  |  |                |                |                |                |                |
|                | 6                                   | Tennessee                           | 20                                  |    |               |                            |                                |                            |                                |                                |                                |                         |                         |  |  |                |                |                |                |                |
|                | 6                                   | Tennessee                           | 20                                  | 6  | Tennessee     | 28                         |                                |                            |                                |                                |                                |                         |                         |  |  |                |                |                |                |                |
|                | 3                                   | New England                         | 13                                  | 6  | Tennessee     | 28                         |                                |                            |                                |                                |                                |                         |                         |  |  |                |                |                |                |                |
|                | 3                                   | New England                         | 13                                  | 1  | Baltimore     | 12                         |                                |                            |                                |                                |                                |                         |                         |  |  |                |                |                |                |                |

### Vincitore
| Vincitori del Super Bowl LIV Kansas City Chiefs 2º titolo |

## Cambi di allenatore

### Prima dell'inizio della stagione
| Squadra              | Allenatore 2018 | Interim 2018   | Sostituto 2019   | Ragione             |
| -------------------- | --------------- | -------------- | ---------------- | ------------------- |
| Arizona Cardinals    | Steve Wilks     | Steve Wilks    | Kliff Kingsbury  | Licenziamento       |
| Cincinnati Bengals   | Marvin Lewis    | Marvin Lewis   | Zac Taylor       | Decisione condivisa |
| Cleveland Browns     | Hue Jackson     | Gregg Williams | Freddie Kitchens | Licenziamento       |
| Denver Broncos       | Vance Joseph    | Vance Joseph   | Vic Fangio       | Licenziamento       |
| Green Bay Packers    | Mike McCarthy   | Joe Philbin    | Matt LaFleur     | Licenziamento       |
| Miami Dolphins       | Adam Gase       | Adam Gase      | Brian Flores     | Licenziamento       |
| New York Jets        | Todd Bowles     | Todd Bowles    | Adam Gase        | Licenziamento       |
| Tampa Bay Buccaneers | Dirk Koetter    | Dirk Koetter   | Bruce Arians     | Licenziamento       |

### Durante la stagione
| Squadra             | Allenatore | Ragione       | Sostituto ad interim |
| ------------------- | ---------- | ------------- | -------------------- |
| Washington Redskins | Jay Gruden | Licenziamento | Bill Callahan        |
| Carolina Panthers   | Ron Rivera | Licenziamento | Perry Fewell         |

## Record e traguardi
Settimana 1
- Lamar Jackson divenne il più giovane giocatore della storia a terminare una partita con un passer rating perfetto di 158,3, superando Jared Goff.[6]

Settimana 2
- Adrian Peterson superò Jim Brown al quinto posto per touchdown su corsa segnati in carriera.[7]
- JuJu Smith-Schuster divenne il più giovane giocatore a ricevere 2.500 yard in carriera, superando Randy Moss.[8]

Settimana 4
- Frank Gore divenne il quarto giocatore della storia a correre 15.000 yard.[9]
- Larry Fitzgerald superò Tony Gonzalez al secondo posto di tutti i tempi per ricezioni in carriera.
- Von Miller tagliò il traguardo dei 100 sack in carriera, il quarto più veloce di ogni epoca a riuscirvi.

Settimana 5
- Tom Brady superò Brett Favre al terzo posto di tutti i tempi per yard passate in carriera.

Settimana 6
- Tom Brady superò Peyton Manning al secondo posto di tutti i tempi per yard passate in carriera.
- Russell Wilson stabilì un nuovo record per il maggior numero di touchdown senza subire intercetti, 14, nelle prime sei gare della stagione, superando Drew Brees.

Settimana 7
- Aaron Rodgers divenne il giocatore più rapido a passare 350 touchdown in carriera, 172 partite, contro le 180 di Drew Brees.[10]
- Matthew Stafford divenne il giocatore più veloce a passare 40.000 yard, riuscendovi in 147 gare.[11]
- Brett Maher divenne il primo kicker della storia della NFL a segnare in carriera tre field goal da almeno 60 yard.[12]

Settimana 8
- Adrian Peterson salì al sesto posto nella classifica di tutti i tempi per yard corse in carriera.
- Bill Belichick divenne il terzo allenatore a vincere 300 gare (tra stagione regolare e playoff), raggiungendo George Halas e Don Shula.[13]
- Drew Brees divenne il primo quarterback a passare 75.000 yard.[14]

Settimana 9
- JuJu Smith-Schuster divenne il giocatore più giovane a ricevere 200 passaggi in carriera.

Settimana 10
- Michael Thomas divenne il più rapido giocatore della storia a ricevere 400 passaggi in carriera, 54 partite contro le 61 del precedente primato di Odell Beckham.[15]
- Lamar Jackson divenne il secondo giocatore della storia a terminare nella stessa stagione due partite con un passer rating perfetto dopo Ben Roethlisberger nel 2007.

Settimana 12
- Frank Gore superò Barry Sanders al terzo posto posto di tutti i tempi per yard corse in carriera.[16]

Settimana 13
- Tom Brady superò Brett Favre al secondo posto di tutti i tempi per numero di passaggi completati in carriera.[17]

Settimana 14
- Adrian Peterson divenne il sesto giocatore della storia a correre 14.000 yard in carriera.
- Matt Ryan divenne il decimo giocatore a passare 50.000 yard in carriera, il secondo più rapido dietro a Drew Brees.
- Lamar Jackson divenne il secondo quarterback a correre 1.000 yard in una stagione, dopo Michael Vick.
- Drew Brees superò Tom Brady al secondo posto per touchdown passati in carriera.

Settimana 15
- Lamar Jackson superò il record di Michael Vick per yard corse in una stagione da un quarterback.[18]
- Adrian Peterson raggiunse Walter Payton al quarto posto di tutti i tempi per touchdown segnati su corsa, 110.
- Drew Brees superò Peyton Manning diventando il leader di tutti i tempi per touchdown passati in carriera con 540.[19] Nella stessa partita stabilì anche il record di completamento di passaggi in una partita con 29 completi su 30 tentativi, superando il vecchio primato di Philip Rivers.[20]

Settimana 16
- Tom Brady pareggiò Peyton Manning al secondo posto per touchdown passati in carriera con 539.
- Michael Thomas stabilì un nuovo record NFL per ricezioni in una stagione, superando le 143 di Marvin Harrison del 2002.

Settimana 17
- Tom Brady superò Payton Manning al secondo posto di tutti i tempi per touchdown passati in carriera.[21]
- I Baltimore Ravens superarono il precedente record dei New England Patriots del 1978 per numero di yard corse in una singola stagione con 3.296.[22]
- Christian McCaffrey divenne il terzo giocatore con 1.000 yard corse e ricevute nella stessa stagione, dopo Roger Craig e Marshall Faulk.[23]
- Jameis Winston divenne il primo giocatore a lanciare 30 touchdown e 30 intercetti nella stessa stagione.[24]
- I New Orleans Saints superarono il precedente record dei New England Patriots del 2010 e dei San Francisco 49ers del 2011 per minor numero di palloni persi in una singola stagione con 8, contestualmente superando anche il proprio record precedente del 2011 di 6 fumble persi con 2.[25]

## Leader della lega
| Categoria              | Giocatore                                                         | N.         |
| Yard passate           | Jameis Winston (TB)                                               | 5.109 yard |
| Touchdown passati      | Lamar Jackson (BAL)                                               | 36         |
| Yard corse             | Derrick Henry (TEN)                                               | 1.540 yard |
| Touchdown su corsa     | Derrick Henry (TEN) Aaron Jones (GB)                              | 16         |
| Ricezioni              | Michael Thomas (NO)                                               | 149        |
| Yard ricevute          | Michael Thomas (ATL)                                              | 1.725 yard |
| Touchdown su ricezione | Kenny Golladay (DET)                                              | 11         |
| Tackle totali          | Bobby Wagner (SEA)                                                | 159        |
| Sack                   | Shaquil Barrett (TB)                                              | 19,5       |
| Intercetti             | Stephon Gilmore (NE) Anthony Harris (MIN) Tre'Davious White (BUF) | 6          |
| Fumble forzati         | Chandler Jones (ARI) T.J. Watt (PIT)                              | 8          |

Fonte:

## Premi

### Premi stagionali

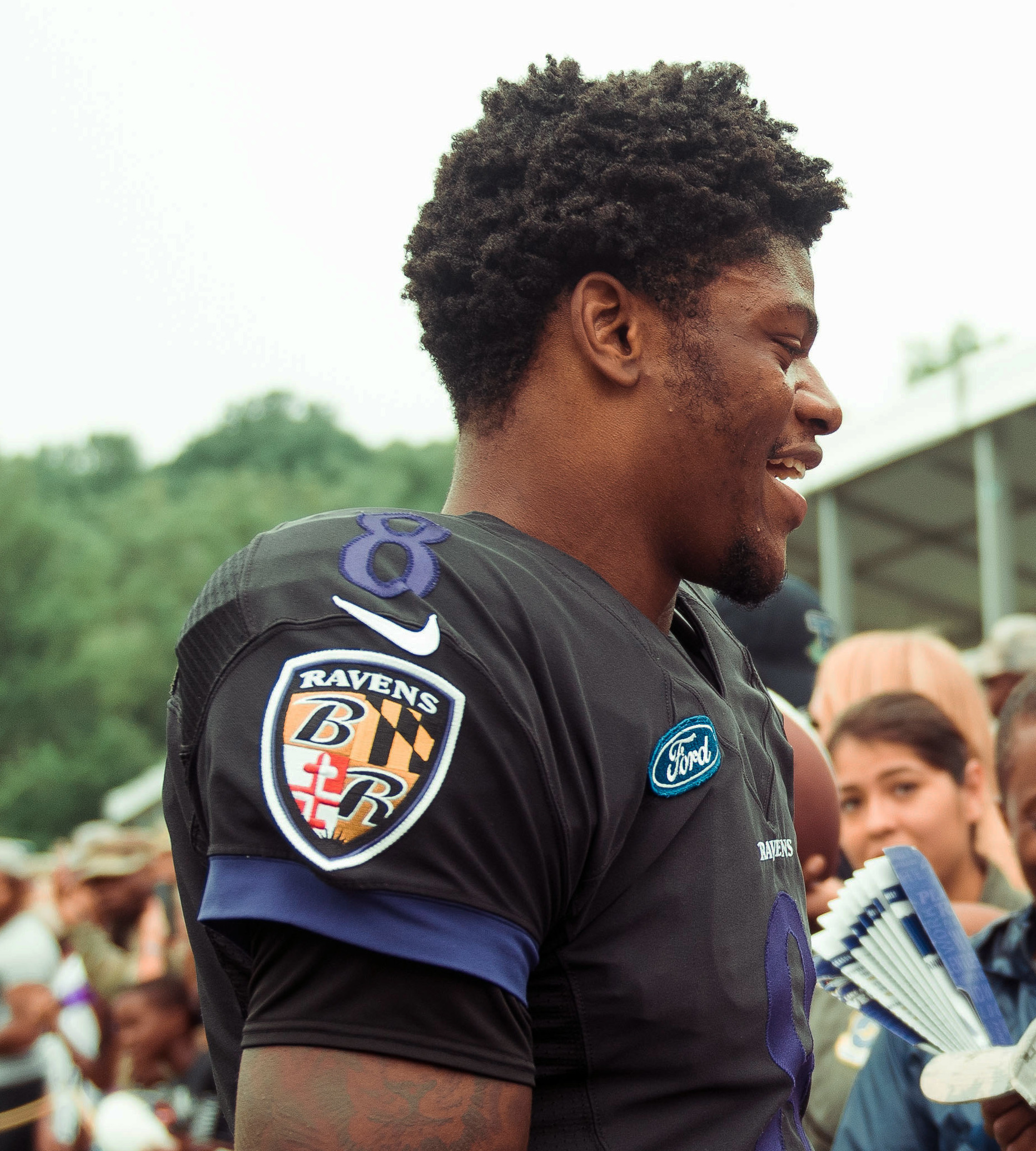
Nel 2019 Lamar Jackson è stato premiato come MVP della NFL per la prima volta in carriera, il secondo per giudizio unanime dopo Tom Brady nel

| Premio                            | Vincitore       | Ruolo           | Squadra              |
| --------------------------------- | --------------- | --------------- | -------------------- |
| MVP della NFL                     | Lamar Jackson   | Quarterback     | Baltimore Ravens     |
| Giocatore offensivo dell'anno     | Michael Thomas  | Wide receiver   | New Orleans Saints   |
| Difensore dell'anno               | Stephon Gilmore | Cornerback      | New England Patriots |
| Allenatore dell'anno              | John Harbaugh   | Allenatore      | Baltimore Ravens     |
| Rookie offensivo dell'anno        | Kyler Murray    | Quarterback     | Arizona Cardinals    |
| Rookie difensivo dell'anno        | Nick Bosa       | Defensive end   | San Francisco 49ers  |
| Comeback Player of the Year       | Ryan Tannehill  | Quarterback     | Tennessee Titans     |
| Walter Payton NFL Man of the Year | Calais Campbell | Defensive end   | Jacksonville Jaguars |
| PFWA Dirigente dell'anno          | John Lynch      | General manager | San Francisco 49ers  |
| MVP del Super Bowl                | Patrick Mahomes | Quarterback     | Kansas City Chiefs   |

### All-Pro team
I seguenti giocatori sono stati inseriti nel First-team All-Pro dall'Associated Press:
| Attacco       | Attacco                                              |
| ------------- | ---------------------------------------------------- |
| Quarterback   | Lamar Jackson, Baltimore                             |
| Running back  | Christian McCaffrey, Carolina                        |
| Flex          | Christian McCaffrey, Carolina                        |
| Wide receiver | Michael Thomas, New Orleans DeAndre Hopkins, Houston |
| Tight end     | George Kittle, San Francisco                         |
| Left tackle   | Ronnie Stanley, Baltimore                            |
| Left guard    | Quenton Nelson, Indianapolis                         |
| Centro        | Jason Kelce, Philadelphia                            |
| Right guard   | Zack Martin, Dallas                                  |
| Right tackle  | Ryan Ramczyk, New Orleans                            |

| Difesa           | Difesa                                                                     |
| ---------------- | -------------------------------------------------------------------------- |
| Edge rusher      | Chandler Jones, Arizona T.J. Watt, Pittsburgh                              |
| Interior lineman | Aaron Donald, Los Angeles Rams Cameron Heyward, Pittsburgh                 |
| Linebacker       | Bobby Wagner, Seattle Demario Davis, New Orleans Eric Kendricks, Minnesota |
| Cornerback       | Stephon Gilmore, New England Tre'Davious White, Buffalo                    |
| Safety           | Jamal Adams, New York Jets Minkah Fitzpatrick, Pittsburgh                  |

| Placekicker    | Justin Tucker, Baltimore       |
| Punter         | Brett Kern, Tennessee          |
| Kick returner  | Cordarrelle Patterson, Chicago |
| Special teamer | Matthew Slater, New England    |

### Premi settimanali e mensili
| Sett./ Mese | Offensivo Giocatore della settimana/mese | Offensivo Giocatore della settimana/mese | Difensivo Giocatore della settimana/mese | Difensivo Giocatore della settimana/mese | Special team Giocatore della settimana/mese | Special team Giocatore della settimana/mese |
| Sett./ Mese | AFC                                      | NFC                                      | AFC                                      | NFC                                      | AFC                                         | NFC                                         |
| ----------- | ---------------------------------------- | ---------------------------------------- | ---------------------------------------- | ---------------------------------------- | ------------------------------------------- | ------------------------------------------- |
| 1           | Lamar Jackson QB (Ravens)                | Dak Prescott QB (Cowboys)                | Cameron Wake DE (Titans)                 | Anthony Harris FS (Vikings)              | Ty Long K (Chargers)                        | Wil Lutz K (Saints)                         |
| 2           | Patrick Mahomes QB (Chiefs)              | Russell Wilson QB (Seahawks)             | Whitney Mercilus LB (Texans)             | Shaquil Barrett LB (Buccaneers)          | Jamie Gillan K (Browns)                     | Eddy Piñeiro K (Bears)                      |
| 3           | Deshaun Watson QB (Texans)               | Daniel Jones QB (Giants)                 | Calais Campbell DE (Jaguars)             | Preston Smith LB (Packers)               | Thomas Morstead P (Saints)                  | Jake Bailey P (Patriots)                    |
| 4           | Nick Chubb RB (Browns)                   | Jameis Winston QB (Buccaneers)           | Kyle Van Noy LB (Patriots)               | Janoris Jenkins CB (Giants)              | Josh Lambo K (Jaguars)                      | Joey Slye K (Panthers)                      |
| Sett.       | Patrick Mahomes QB (Chiefs)              | Christian McCaffrey RB (Panthers)        | Devin McCourty S (Patriots)              | Shaquil Barrett LB (Buccaneers)          | Jamie Gillan P (Browns)                     | Thomas Morstead K (Saints)                  |
| 5           | Deshaun Watson QB (Texans)               | Aaron Jones RB (Packers)                 | Justin Houston DE (Colts)                | Nick Bosa DE (49ers)                     | Justin Tucker K (Ravens)                    | Dan Bailey K (Vikings)                      |
| 6           | Sam Darnold QB (Jets)                    | Kyler Murray QB (Cardinals)              | Devin Bush Jr. LB (Steelers)             | Landon Collins SS (Redskins)             | Justin Tucker K (Ravens)                    | Thomas Morstead P (Saints)                  |
| 7           | Jacoby Brissett QB (Colts)               | Aaron Rodgers QB (Packers)               | Tre'Davious White CB (Bills)             | Chandler Jones DE (Cardinals)            | Josh Lambo K (Jaguars)                      | Brett Maher K (Cowboys)                     |
| 8           | James Conner RB (Steelers)               | Aaron Jones RB (Packers)                 | Joey Bosa DE (Chargers)                  | Nick Bosa DE (49ers)                     | Adam Vinatieri K (Colts)                    | Dan Bailey K (Vikings)                      |
| Ott.        | Deshaun Watson QB (Texans)               | Kirk Cousins QB (Vikings)                | Stephon Gilmore CB (Patriots)            | Nick Bosa DE (49ers)                     | Justin Tucker K (Ravens)                    | Zane Gonzalez K (Cardinals)                 |
| 9           | Lamar Jackson QB (Ravens)                | Russell Wilson QB (Seahawks)             | Bud Dupree DE (Steelers)                 | Xavier Woods S (Cowboys)                 | Harrison Butker K (Chiefs)                  | Mitch Wishnowsky P (49ers)                  |
| 10          | Lamar Jackson QB (Ravens)                | Dalvin Cook RB (Vikings)                 | Jamal Adams S (Jets)                     | Jadeveon Clowney DE (Seahawks)           | Jason Sanders K (Dolphins)                  | Younghoe Koo K (Falcons)                    |
| 11          | Josh Allen QB (Bills)                    | Dak Prescott QB (Cowboys)                | Maxx Crosby DE (Raiders)                 | Aaron Donald DT (Rams)                   | Jake Bailey P (Patriots)                    | Kenjon Barner PR (Falcons)                  |
| 12          | Lamar Jackson QB (Ravens)                | Chris Godwin WR (Buccaneers)             | Joe Schobert LB (Browns)                 | Fred Warner LB (49ers)                   | Matthew Slater ST (Patriots)                | Steven Sims PR (Redskins)                   |
| 13          | Deshaun Watson QB (Texans)               | Jared Goff QB (Rams)                     | Carlos Dunlap DE (Bengals)               | Cameron Jordan DE (Saints)               | Jason Sanders K (Dolphins)                  | Tress Way P (Redskins)                      |
| Nov.        | Lamar Jackson QB (Ravens)                | Michael Thomas WR (Saints)               | T.J. Watt DE (Steelers)                  | Fred Warner DE (49ers)                   | Harrison Butker K (Chiefs)                  | Cordarrelle Patterson KR (Bears)            |
| 14          | Ryan Tannehill QB (Titans)               | Jimmy Garoppolo QB (49ers)               | Kareem Jackson DB (Broncos)              | Danielle Hunter DE (Vikings)             | Diontae Johnson PR (Steelers)               | Younghoe Koo K (Falcons)                    |
| 15          | Lamar Jackson QB (Ravens)                | Drew Brees QB (Saints)                   | Tre'Davious White CB (Bills)             | Patrick Peterson CB (Cardinals)          | Angelo Blackson DE (Texans)                 | Dan Bailey K (Vikings)                      |
| 16          | Ryan Fitzpatrick QB (Dolphins)           | Saquon Barkley RB (Giants)               | Dre'Mont Jones DE (Broncos)              | Chandler Jones DE (Cardinals)            | Nyheim Hines RB (Colts)                     | Robbie Gould K (49ers)                      |
| 17          | Derrick Henry RB (Titans)                | Boston Scott RB (Eagles)                 | Carlos Dunlap DE (Bengals)               | Deion Jones LB (Falcons)                 | Mecole Hardman WR (Chiefs)                  | Johnny Hekker P (Rams)                      |
| Dic.        | Ryan Tannehill QB (Titans)               | Drew Brees QB (Saints)                   | Tyrann Mathieu SS (Chiefs)               | Chandler Jones OLB (Cardinals)           | Jason Sanders K (Dolphins)                  | Robbie Gould K (49ers)                      |

| Mese  | Rookie del mese              | Rookie del mese             |
| Mese  | Offensivo                    | Difensivo                   |
| ----- | ---------------------------- | --------------------------- |
| Sett. | Gardner Minshew QB (Jaguars) | Brian Burns OLB (Panthers)  |
| Ott.  | Josh Jacobs RB (Raiders)     | Nick Bosa DE (49ers)        |
| Nov.  | Josh Jacobs RB (Raiders)     | Devin White LB (Buccaneers) |
| Dic.  | A.J. Brown WR (Titans)       | Devin White LB (Buccaneers) |